# لاري والتون
لاري والتون (بالإنجليزية: Larry Walton)‏ هو لاعب كرة قدم أمريكية أمريكي، ولد في 8 فبراير 1947 في جونستاون في الولايات المتحدة.

## وصلات خارجية
- لاري والتون على موقع مرجع كرة القدم المحترفة.كوم (الإنجليزية)